# Josep Anton Soldevila
Josep Anton Soldevila, nascut a Barcelona l'any 1948, és un escriptor, principalment de poesia, que ha publicat diverses obres en català i castellà. És llicenciat en Ciències Econòmiques i Màster en Desenvolupament de Recursos Humans. Ha estat vicepresident Cercle Artístic de Sant Lluc i de l'Academia Iberoamericana de Poesía. Del 2011 al 2019, ha estat vocal de CEDRO, membre de la seva comissió d'ajudes i president de la comissió d'estatuts. Entre el 2010 i el 2018 ha estat tresorer de l'Associació Col·legial d'Escriptors de Catalunya (ACEC), de la qual actualment n'és vicepresident. Pertany al grup poètic Laberint d'Ariadna gairebé des dels seus inicis. Ha exercit la crítica d'arts plàstiques i ha fet col·laboracions periodístiques i radiofòniques. En poesia audiovisual ha produït videoarts.
Ha obtingut el premi Viola d'Argent dels Jocs Florals de Barcelona de l'any 2000, el premi Octubre Vicenç Andrés Estellés de 2012, la Gran Medalla dels Jocs Florals de Roselló de 2002 i el Guillem Viladot del 2009.

## Guardons destacats[calcitació]
- Premi Viola d'Argent dels Jocs Florals de Barcelona, de l'any 2000.
- Premi Octubre Vicenç Andrés Estellés, de 2012.
- Gran Medalla dels Jocs Florals de Roselló, de 2002.
- Premi Guillem Viladot, del 2009.
- Finalista del Premi Carles Riba, de 1990.
- Finalista del XLIII Premi Ausiàs March, de 2006.

## Obres

### Poesia
- La Frontera de Cristal (1977 Ed. La Hormiga de Oro, 1999 Ed. Seuba i 2015 Parnass)
- Les Paraules que no has après a Dir (1985 Ed. Impal)
- Un Vast Naufragi de Somnis (1989 Ed. Impal)
- Cendres Blanques (1991, Ed. Columna. Llibre finalista del Premi Carles Riba de 1990)
- Les Aus de Maig (1995 Ed. Columna)
- Últim Refugi (2002. Ed. P.P.U. Premi Viola d'argent dels Jocs Florals de Barcelona de l'any 2000)
- L'Antologia Poesia Recollida 1985-2000 (2004. Ed. Compte D'Aure)
- El Llibre dels Adéus (2007 Ed. La Busca. Llibre finalista del XLIII Premi Ausiàs March)
- Des del desert (2012 Ed. In-Verso)
- El mur de Planck (Premi Vicent Andrés Estellés de poesia, 2012)
- Josep Anton Soldevila. Antología poética bilingüe catalán-castellano (1985-2015) (2015 Ed. Playa de Ákaba)
- La Falsa Flor (2017 Ed. Parnass, Col·lecció Poetikas)
- L'adéu, el desert i el mur (2021 Ed. In-Verso)
- Soldat de Nit (2022 Ed. Trémenos)

### Narrativa
- El Nudo, novel·la, (2001 Ed. P.P.U. i 2004 Ed. Compte d'Aure)
- No serà tan fàcil, llibre de contes, (2008 Ed. La Busca)
- Un altre adéu més enllà d'aquest, novel·la (2010 Ed. La Busca)

### Teatre
- La Piràmide i l'Avinguda, musical escrit en col·laboració amb el compositor Josep Alonso